# Franz Xaver von Baader
Franz Xaver Baader (München, 27. ožujka 1765. – München, 23. svibnja 1841.), njemački filozof, teolog i sociolog, radikalni je katolički mislilac. 
Njegovo djelo karakterizira odlučno poricanje shvaćanja ljudske slobode kao autonomnog djelovanja. Svaki čovjekov akt uvjetovan je Božjom egzistencijom, što potvrđuje samo stvaranje - Čovjek je stvoren na sliku i priliku Božju - i ta se činjenica reflektira i na društveni život. Trzavice i oprečnosti prepoznatljive u kapitalističkom sustavu moguće je prevladati samo oslanjanjem na izvorne katoličke zasade.          